# Báb
Sajjid Alí Muhammad (20. října 1819 – 9. července 1850), většinou nazýván Báb, byl zakladatel bábismu. Narodil se v íránském Širázu. Byl kupcem, než se ve svých dvaceti pěti letech prohlásil za zvěstovatele 12. imáma mahdího. Poté, co toto prohlásil, přijal titul Báb, což by se dalo přeložit jako „brána“. Zanechal po sobě stovky dopisů a množství knih, ve kterých předesílá své mesianistické poslání a své učení. Prvním textem byl Qayyūm al-asmā. Po jeho vydání shromáždil 18 žáků (19 je dodnes v bábismu posvátné číslo). Ve své době si Báb získal tisíce příznivců, kteří ač vycházeli ze šíitského islámu, tvořili opoziční hnutí k tehdejšímu šíitskému kněžstvu. Když se Bábovi věřící na několika místech v Íránu pokusili o odpor proti ozbrojeným útokům královské armády, jež byly proti nim vedeny, začali být pronásledováni a zabíjeni. Toto pronásledování dostihlo i Bába, který byl v roce 1850 v íránském Tabrízu popraven.
Stoupenci víry Bahá'í tvrdí, že zakladatel Bahá'í víry Bahá’u’lláh je právě oním příslíbeným Poslem Božím či Projevem Božím, jehož zvěstovatelem byl Báb.